# Wii Chess
Wii Chess (hrv. Wiijev šah) videoigra je za Nintendovu konzolu Wii i dio Wiijeva serijala videoigri. Trenutačno[kada?] je proizvodi Nintendo. Izašla je tijekom zime 2007.